# NGC 2924
NGC 2924 је елиптична галаксија у сазвежђу Хидра која се налази на NGC листи објеката дубоког неба.
Деклинација објекта је - 16° 23' 53" а ректасцензија 9h 35m 10,9s. Привидна величина (магнитуда) објекта NGC 2924 износи 12,3 а фотографска магнитуда 13,3. NGC 2924 је још познат и под ознакама MCG -3-25-8, NPM1G -16.0288, PGC 27253.